# Sensor indutivo
Sensores indutivos são dispositivos eletrônicos capazes de medir a proximidade de objetos metálicos que entram em seu campo magnético.

## Sensores Indutivos Funcionamento e Utilização
Esses dispositivos exploram o princípio da impedância de uma bobina de indução, que ao conduzir uma corrente alternada tem esta alterada quando um objeto metálico ou corrente elétrica é posicionado dentro do fluxo do campo magnético radiante.
Isso ocorre pois o objeto absorve parte do campo magnético essa variação é detectada pelo circuito do sensor que produz um sinal de saída, podendo ser a atuação de um contato NA ou NF para corrente alternada ou contínua, um transistor ou ainda um sinal variável de tensão ou de corrente (saída analógica).

## Partes de um sensor Indutivo
Um sensor indutivo é composto por quatro partes sendo:
- Um oscilador verifica as mudanças de corrente contínua (DC) para corrente alternada (AC).
- Um núcleo de ferro envolto em fios ou em uma bobina cria um campo magnético que será afetado pela presença de metal.
- Os dispositivos de sensoriamento monitoram o circuito do campo magnético e as mudanças de campo causadas por metais passando nas proximidades.
- Um processador de saída leva a informação ao circuito do sensor e envia um sinal para outros equipamentos.

## Aplicações para sensores indutivos
Foram introduzidos no mercado em meados de 1960, geralmente aplicados para a substituição de chaves-fim-de-curso pois não requerem contato físico para atuar. Esse fator proporciona uma maior durabilidade, segurança e velocidade de trabalho do equipamento.
Possuem grande aplicação também na indústria para sendo utilizados em máquinas para contar peças, medir velocidade, detectar materiais de baixa resistência mecânica, entre muitas outras aplicações.